# WTA de Florianópolis
O WTA de Florianópolis – ou Brasil Tennis Cup, na última edição – foi um torneio de tênis profissional feminino, de nível WTA International.
Realizado em Florianópolis, na região Sul do Brasil, durou quatro anos. Os jogos eram disputados em quadras duras durante o mês de agosto.
Depois da última edição, em 2016, foi substituído pelo WTA de Gstaad.
Em 2023, Florianópolis voltaria no circuito da WTA com um torneio WTA 125, chamado "MundoTênis Open" por seu patrocinador, a agência de turismo "MundoTênis tours".

## Finais

### Simples
| Ano  | Campeã             | Vice-campeã      | Resultado     |
| ---- | ------------------ | ---------------- | ------------- |
| 2016 | Irina-Camelia Begu | Tímea Babos      | 2–6, 6–4, 6–3 |
| 2015 | Teliana Pereira    | Annika Beck      | 6–4, 4–6, 6–1 |
| 2014 | Klára Zakopalová   | Garbiñe Muguruza | 4–6, 7–5, 6–0 |
| 2013 | Monica Niculescu   | Olga Puchkova    | 6–2, 4–6, 6–4 |

### Duplas
| Ano  | Campeãs                                    | Vice-campeãs                              | Resultado         |
| ---- | ------------------------------------------ | ----------------------------------------- | ----------------- |
| 2016 | Lyudmyla Kichenok Nadiia Kichenok          | Tímea Babos Réka Luca Jani                | 6–3, 6–1          |
| 2015 | Annika Beck Laura Siegemund                | María Irigoyen Paula Kania                | 6–3, 7–61         |
| 2014 | Anabel Medina Garrigues Yaroslava Shvedova | Francesca Schiavone Sílvia Soler Espinosa | 7–61, 2–6, [10–3] |
| 2013 | Anabel Medina Garrigues Yaroslava Shvedova | Anne Keothavong Valeria Savinykh          | 6–0, 6–4          |